# Cherokee County (Oklahoma)
Das Cherokee County ist ein County im US-Bundesstaat Oklahoma. Das U.S. Census Bureau hat bei der Volkszählung 2020 eine Einwohnerzahl von 47.078 ermittelt. Der Verwaltungssitz (County Seat) ist Tahlequah, das nach einer alten Indianerstadt benannt wurde.

## Geographie
Das County liegt im Nordosten von Oklahoma, ist im Osten etwa 25 km von Arkansas entfernt und hat eine Fläche von 2.011 Quadratkilometern, wovon 66 Quadratkilometer Wasserfläche sind. Es grenzt an folgende Countys:
| Mayes County    | Delaware County |              |
| Wagoner County  |                 | Adair County |
| Muskogee County | Sequoyah County |              |

## Geschichte
Das Cherokee County wurde am 16. Juli 1907 als Original-County aus Cherokee-Land gebildet. Benannt wurde es nach dem nordamerikanischen Indianervolk der Cherokee, die vor ihrer Ansiedlung im heutigen Oklahoma überwiegend im Gebiet des heutigen Georgia siedelten.
Im County liegen zwei National Historic Landmarks, das Cherokee National Capitol und das Murrell Home. 21 Bauwerke und Stätten des Countys sind im National Register of Historic Places (NRHP) eingetragen (Stand 27. Mai 2018).

## Demografische Daten

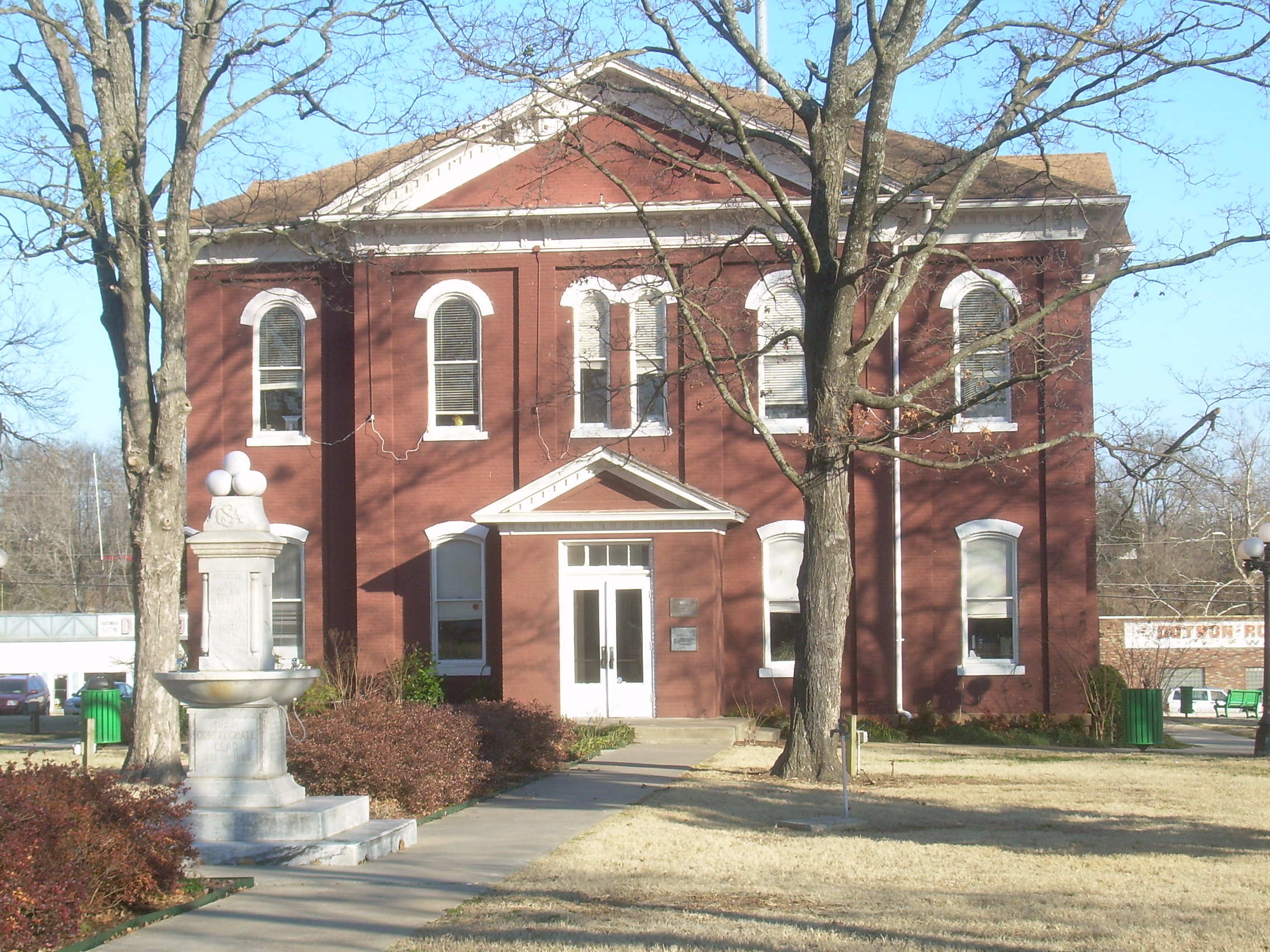
Das frühere Cherokee National Capitol in Tahlequah, seit 1966 im NRHP gelistet

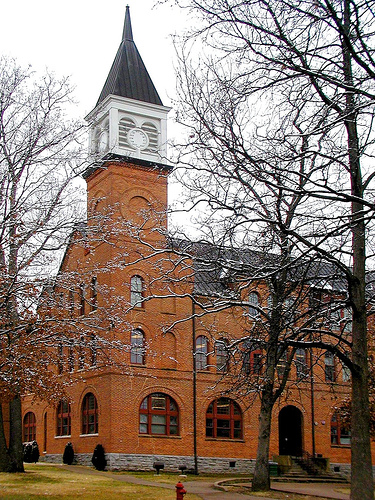
Das Cherokee Female Seminary in Tahlequah, seit 1973 im NRHP gelistet

Nach der Volkszählung im Jahr 2010 lebten im Cherokee County 46.987 Menschen in 16.406 Haushalten. Die Bevölkerungsdichte betrug 24,2 Einwohner pro Quadratkilometer.
Ethnisch betrachtet setzte sich die Bevölkerung zusammen aus 52,3 Prozent Weißen, 1,3 Prozent Afroamerikanern, 34,0 Prozent amerikanischen Ureinwohnern, 0,6 Prozent Asiaten sowie aus anderen ethnischen Gruppen; 9,1 Prozent stammten von zwei oder mehr Ethnien ab. Unabhängig von der ethnischen Zugehörigkeit waren 6,3 Prozent der Bevölkerung spanischer oder lateinamerikanischer Abstammung.
In den 16.406 Haushalten lebten statistisch je 2,67 Personen.
24,0 Prozent der Bevölkerung waren unter 18 Jahre alt, 63,5 Prozent waren zwischen 18 und 64 und 12,5 Prozent waren 65 Jahre oder älter. 51,0 Prozent der Bevölkerung war weiblich.

Das jährliche Durchschnittseinkommen eines Haushalts lag bei 33.533 USD. Das Prokopfeinkommen betrug 15.850 USD. 22,1 Prozent der Einwohner lebten unterhalb der Armutsgrenze.

## Städte und Gemeinden
City
- Tahlequah

Towns
- Fort Gibson1
- Hulbert
- Oaks2

Census-designated places (CDP)
| - Briggs - Dry Creek - Eldon - Keys - Lost City | - Park Hill - Pettit - Scraper - Shady Grove - Tenkiller | - Welling - Woodall - Zeb |

Unincorporated Communitys
- Cookson
- Peggs
- Qualls

1 – teilweise im Muskogee County

2 – teilweise im Delaware County